# 山形県道19号山形山寺線
山形県道19号山形山寺線（やまがたけんどう19ごう やまがたやまでらせん）は、山形県山形市の中心部から山形市山寺に至る県道（主要地方道）である。山寺街道にほぼ相当する。

## 概要
山形市の中心部である市役所付近から、北東に向かって、山寺に至る。山形市の市街地付近では、文翔館（旧山形県庁舎）、新築西通り（植木市の露天が並ぶ）、薬師堂、護国神社、馬見ヶ崎橋などがあり、イベントなどによる混雑が起こりやすい。
国道13号と交差する大野目交差点は、特に交通量が多く、朝夕に限らず日常的に渋滞が起こりやすかったため、交差点を従来の地点より南に移動し、国道13号を立体交差する工事を行い、2014年8月3日に開通した。

### 路線データ
- 陸上距離：13,052 m
- 起点：山形市七日町（国道112号交点）
- 終点：山形市山寺

## 歴史
- 1993年（平成5年）5月11日 - 建設省から、県道山形山寺線が山形山寺線として主要地方道に指定される[2]。
- 2023年（令和5年）5月22日 - 荒谷橋 (161.9 m) の架け替えを含む山形市大森 - 天童市荒谷 (880 m) が開通する[3]。
- 2024年（令和6年）9月30日 - 高瀬川橋 (88.0 m) の架け替えを含む山形市大字風間 - 大字十文字 (500 m) が開通する[4]。

## 路線状況

### 名称・愛称
- 七日町通り（七日町大通り）
- 新築西通り
- 山寺街道

### 重複区間
- 山形県道172号北山形停車場大野目線
- 山形県道276号東山七浦線

### 橋梁
- 馬見ヶ崎橋（山形市、馬見ヶ崎川）
- 高瀬川橋（山形市、村山高瀬川）
- 荒谷橋（天童市、立谷川）
- 山寺芭蕉橋（山形市、立谷川）

## 地理

### 通過する自治体
- 山形市
- 天童市
- 山形市

### 交差する道路
- 国道112号（七日町交差点）
- 山形県道49号山形山辺線
- 山形県道174号大野目内表線（都市計画道路天童鮨洗線）[5]。
- 山形県道172号北山形停車場大野目線（以後大野目交差点まで重複）
- 国道13号（大野目交差点）
- 山形県道276号東山七浦線
- 山形県道275号大森中野線
- 山形県道279号荒谷原崎線
- 山形県道24号天童寒河江線
- 山形県道111号天童山寺公園線（旧山寺街道）
- 山形県道62号仙台山寺線

### 沿道の施設など
- 山形市役所
- 文翔館（山形県郷土館。旧県庁舎）
- 山形県護国神社
- 立石寺